# Перегони сигналів

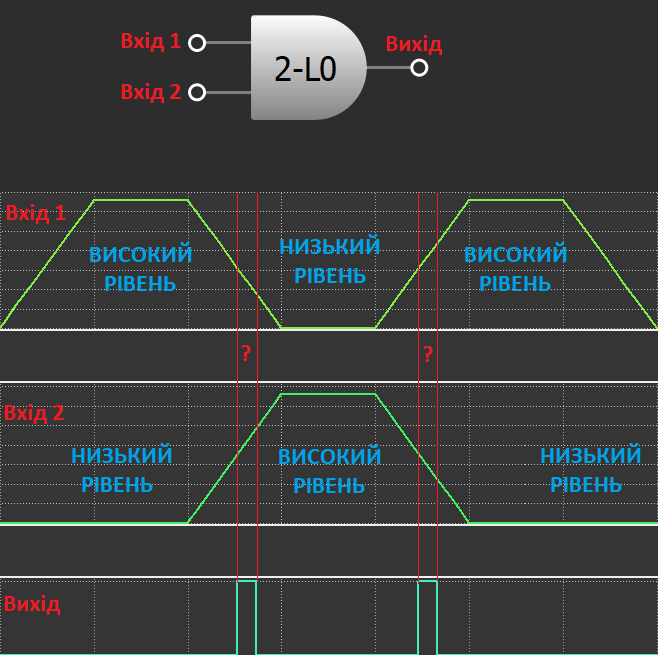
Симуляція роботи AND у GreenPAK Designer

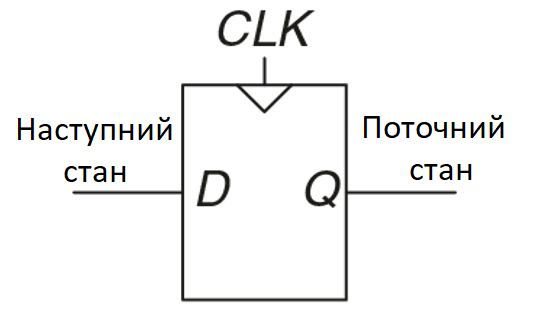
Тригер DFF

Перегони сигналів — явище невідповідності роботи реальних цифрових пристроїв та змодельованих схем. Це відбувається через перехідні процеси та затримки у реальних схемах — сигнал не приходить, не наростає та не спадає миттєво. Таким чином, якщо сигнал вийшов із якогось джерела у час t0 ,а проміжне коло, наприклад логічний елемент, вносить затримку tз , то сигнал затримається на час tз , а не з'явиться на виході логічного елемента миттєво.

## Приклад
Коректність роботи пристроїв залежить від електричних параметрів компонентів, розглянемо приклад некоректної роботи.

Нехай існує деякий логічний елемент логічний елемент AND. Подаємо на нього послідовно 3 пари сигналів 10,01,10 , де 1 — високий рівень, 0 — низький рівень. 

За таких умов на виході ідеальної схеми AND завжди повинен бути низький рівень.
Оскільки сигнал має час наростання/спадання та може випереджати/відставати від іншого сигналу то отримаємо наступні процеси:
1. На вході 1 — високий рівень («1»), на вході 2 низький рівень («0»). На виході низький рівень («0»).
2. На вході 1 — спадаючий сигнал, на вході 2 — наростаючий сигнал. На виході невизначений сигнал, коли наростання одного сигналу «зустрінеться» зі спаданням іншого сигналу у точці, де напруга буде достатньою для високого рівня ми отримаємо небажаний імпульс на виході.
3. На вході 1 — «0», на вході 2 — «0». На виході «0».
4. На вході 2 — спадаючий сигнал, на вході 1 — наростаючий сигнал. На виході невизначений сигнал, коли наростання одного сигналу «зустрінеться» зі спаданням іншого сигналу у точці, де напруга буде достатньою для високого рівня ми отримаємо небажаний імпульс на виході.
5. На вході 1 — «1», на вході 2 «0». На виході «0».

## Усунення
Для усунення ефекту перегонів сигналів використовують регістри, котрі реагують не на рівень, а на фронт тактового імпульсу і тоді говорять, що стан синхронізований із тактовою частотою. Наприклад D-Flip-Flop